# East San Gabriel
East San Gabriel es un lugar designado por el censo ubicado en el condado de Los Ángeles, en el estado estadounidense de California. En el año 2000 tenía una población de 14.512 habitantes y una densidad de 3.605,2 personas por km².

## Geografía
East San Gabriel se encuentra ubicado en las coordenadas 34°7′9″N 118°4′55″O / 34.11917, -118.08194. Según la Oficina del Censo, la ciudad tiene un área total de 4,1 km² (1,6 mi²), toda ella tierra firme.

## Demografía
Los ingresos medios por hogar en la localidad eran de $51.301, y los ingresos medios por familia eran $59.127. Los hombres tenían unos ingresos medios de $42.491 frente a los $32.479 de las mujeres. La renta per cápita para la localidad era de $23.571. Alrededor del 10,5% de la población estaba por debajo del umbral de pobreza.